# Poecilimon mistshenkoi
Poecilimon mistshenkoi är en insektsart som beskrevs av Peshev 1980. Poecilimon mistshenkoi ingår i släktet Poecilimon och familjen vårtbitare.

## Underarter
Arten delas in i följande underarter:
- P. m. marzani
- P. m. mistshenkoi
- P. m. tinkae
- P. m. vlachinensis